# Mari (cognome)
Mari è un cognome di lingua italiana.

## Varianti
Il cognome non presenta varianti.

## Origine e diffusione
Il cognome è tipico del Triveneto e dell'Italia meridionale.
Potrebbe derivare dal prenome Adimaro, risultando quindi variante del cognome Adimari, oppure risultare una variante del cognome Marini.

## Persone
- Fiorella Mari – attrice italiana
- Fioretta Mari – attrice e insegnante italiana
- Francesco Mari – politico italiano